# Briceni
Briceni (Jiddisch: Brichon; Russisch: Brichany) is een gemeente - met stadstitel - en de hoofdstad van de Moldavische bestuurlijke eenheid (unitate administrativ-teritorială) Briceni. Briceni ligt in het oosten van het arrondissement.
De stad heeft een oppervlakte van 10,01 km² en 9900 inwoners (01-01-2012). Briceni ligt ten noorden van Chisinau (Chișinău) de hoofdstad van de republiek.

## Historie van Briceni
De stad Briceni is bekend vanaf 1562. De stad is onder verschillende namen bekend: Brichany, Berchan, Briceni, Briceni Sat, Briceni Târg, Bricheni, Bricheni Sat, Bricheni Târg, Brichon, Britchan, Britchani, Britsiteni. In Briceni hebben bekende dichters, artiesten en wetenschappers gewoond zoals Paul Mihnea, Josef Trahtenberg en Veceslav Perju. Tot 1941 had deze stad een grote Joodse gemeenschap, die 95,2% van de bevolking uitmaakte.

## Het huidige Briceni
Briceni ligt op ongeveer 230 km noordwest van de hoofdstad Chisinau. Een dorp, oostelijk van de stad Briceni, is ook bekend als Briceni, Brichen’ of Brichany. Het dorp ligt op 48° 21' Noorderbreedte en 27° 42' Oosterlengte en ongeveer 174 km noordnoordwest van de hoofdstad af.
De stad Briceni ligt in een vrij groot dal van het riviertje de Lopatnic, een zijrivier van de Proet. In de omgeving van de stad zijn enige natuurgebieden.
De plaatselijke economische welstand wordt gevormd door een honderdtal bedrijven waarvan tien relatief groot zijn. Bricene is ook bekend om haar bloementeelt, met een grote diversiteit aan planten. Van de stad is circa 70% aangesloten op het gasnet en er zijn twee installaties voor warmtedistributie aanwezig die een deel van de warmte energie leveren.
De stad beschikt over een hotel en enige financiële instelling (banken en verzekeringen).
Er zijn diverse scholen van lagere school tot en met scholen die opleiden voor toegang tot het wetenschappelijke onderwijs, een openbare bibliotheek is aanwezig.
Scholen voor de artistieke ontwikkeling, waaronder muziek en beeldende kunst zijn aanwezig. Voor de sportactiviteiten is er een sportstadion en vier sportzalen in Briceni.